# Cichym ścigałam go lotem
Cichym ścigałam go lotem – powieść Joe Alexa (właśc. Macieja Słomczyńskiego) wydana w 1962.

## Opis fabuły
Pewnej niedzielnej nocy w willi na przedmieściach Londynu umiera wybitny ekonomista i entomolog Sir Gordon Bedford. Zmarły, uchodzący w oczach opinii publicznej za wzór uczciwości, zostawił list samobójczy, w którym przyznaje się do popełnienia oszustw finansowych. Po odnalezieniu drugiego listu pożegnalnego, który mówi o „usunięciu się z drogi żony sir Gordona Bedforda i jakiegoś człowieka, którego zmarły lubi i szanuje”, zastępca szefa wydziału kryminalnego Ben Parker i jego przyjaciel – autor powieści kryminalnych Joe Alex (obecni właśnie w tym domu) przeprowadzają śledztwo, które ujawnia, że sir Gordon wcale nie popełnił samobójstwa, a co więcej – planował zamordowanie swego osobistego asystenta, z którym zdradzała go żona. Rozmowę Roberta (asystenta) i Sylwii (żony) usłyszała nienawidząca jej bratowa – Judyta, która opowiedziała o tym mężowi – Cyrilowi, a on z kolei powiadomił Gordona, którego godzinę przed planowanym morderstwem zabił. Detektywom udało się zmusić go, żeby przyznał się sam, a pomogła im w tym mała martwa ćma.

## Motto
Nad wodami i lądem, jak żagiel skrzydlaty,

Bezszelestnym i cichym ścigałam go lotem,

Wreszcie tu go dopadłam, skrytego mordercę.

I roześmiały się do mnie opary krwi ludzkiej.
Ajschylos, Eumenidy